# Dôme de Polset

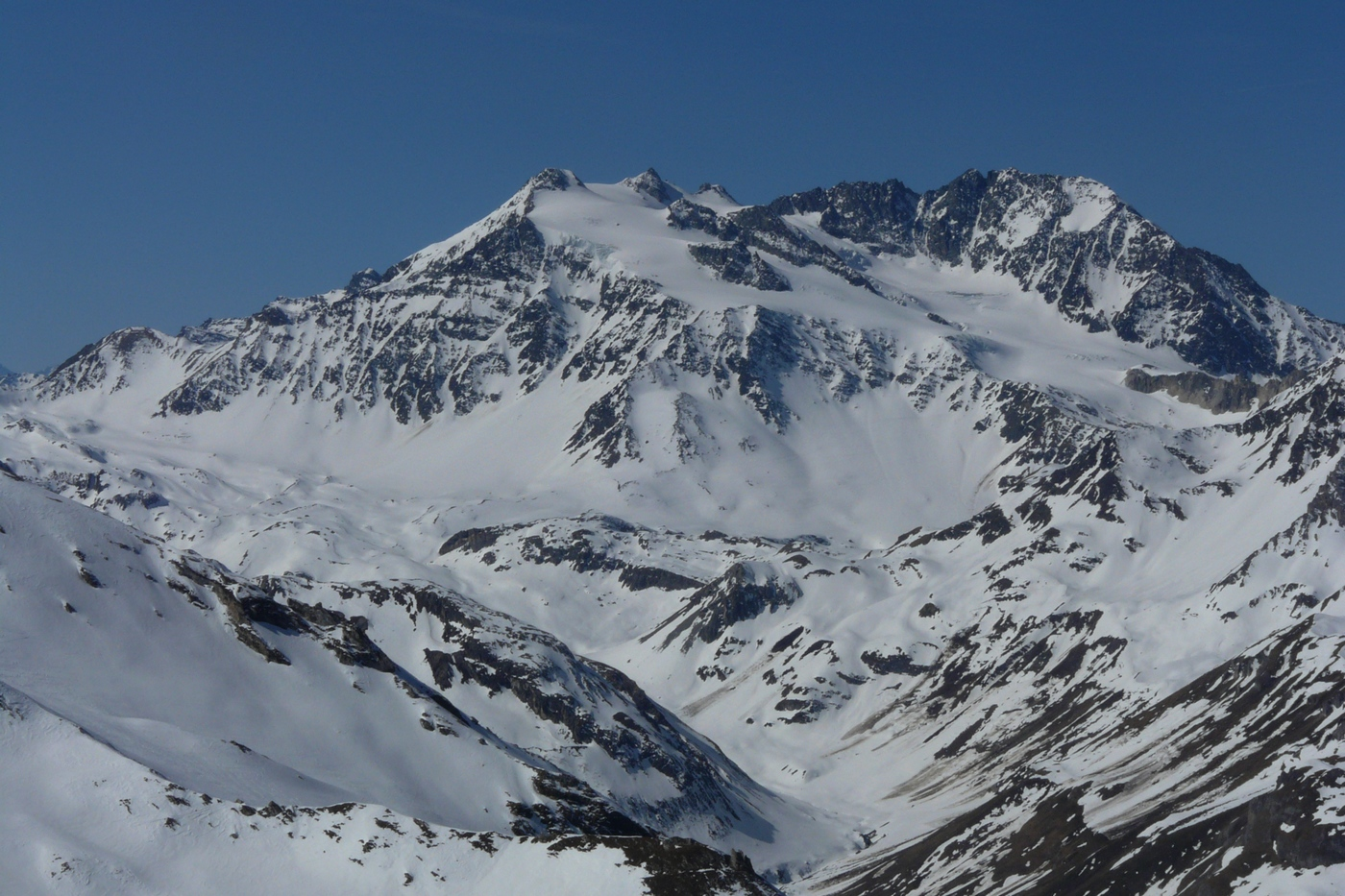
Dôme de Polset, Aiguille de Polset en Mont Gébroulaz (centraal op de foto)

De Dôme de Polset is een 3501 meter hoge berg in het Franse departement Savoie. De berg behoort tot de westelijke groep van de Grajische Alpen. De top bestaat voornamelijk uit gneiss. De Dôme de Polset bevindt zich zo'n 400 meter ten oosten van de Aiguille de Polset. De Dôme de Polset is vernoemd naar Polset, een verlaten dorp op zo'n zes kilometer afstand in zuidzuidoostelijke richting.